# Astronesthes

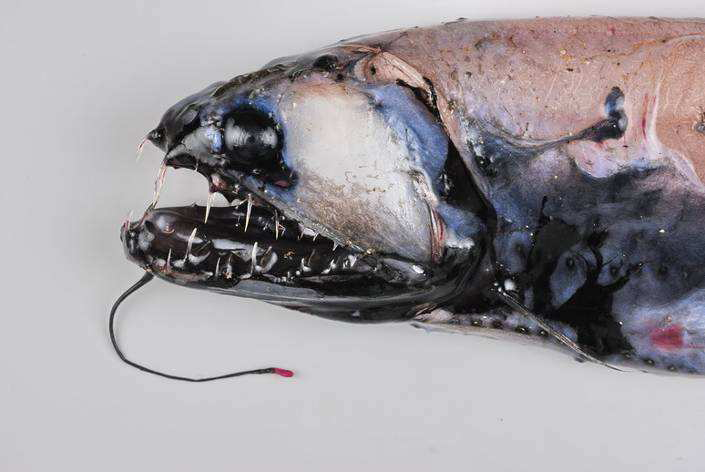
Detalle de A. lucifer.

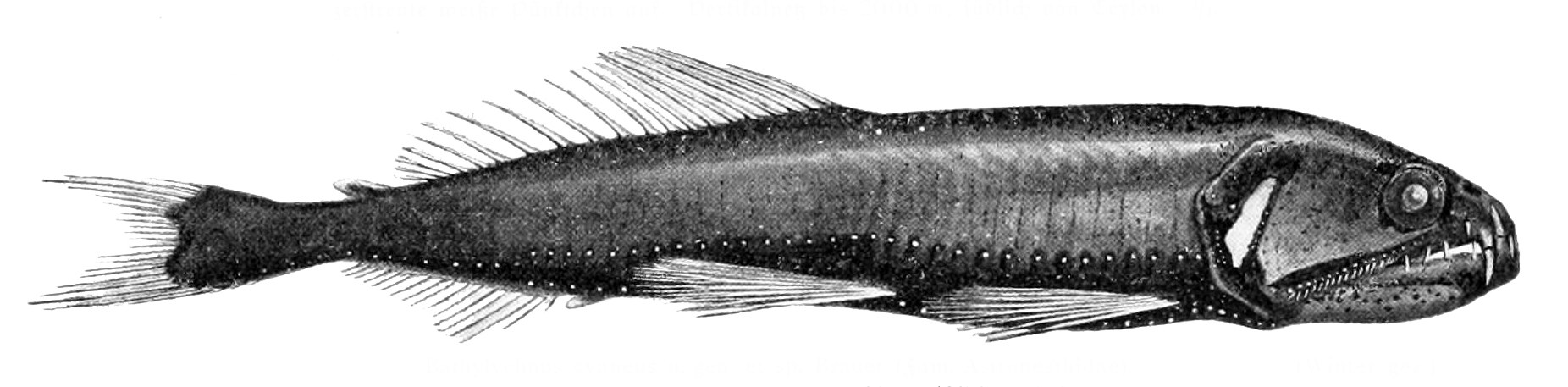
A. cyaneus.

Los peces del género Astronesthes son peces marinos de la familia de los estómidos, distribuidos por las aguas profundas abisales de todos los océanos.
Habitan aguas oceánicas a más de mil metros de profundidad.

## Especies
Existen 50 especies válidas en este género:
- Astronesthes atlanticus (Parin y Borodulina, 1996)
- Astronesthes bilobatus (Parin y Borodulina, 1996)
- Astronesthes boulengeri (Gilchrist, 1902)
- Astronesthes caulophorus (Regan y Trewavas, 1929)
- Astronesthes chrysophekadion (Bleeker, 1849)
- Astronesthes cyaneus (Brauer, 1902)
- Astronesthes cyclophotus (Regan y Trewavas, 1929)
- Astronesthes decoratus (Parin y Borodulina, 2002)
- Astronesthes dupliglandis (Parin y Borodulina, 1997)
- Astronesthes exsul (Parin y Borodulina, 2002)
- Astronesthes fedorovi (Parin y Borodulina, 1994)
- Astronesthes formosana (Liao, Chen y Shao, 2006)
- Astronesthes galapagensis (Parin, Borodulina y Hulley, 1999)
- Astronesthes gemmifer (Goode y Bean, 1896 )
- Astronesthes gibbsi (Borodulina, 1992)
- Astronesthes gudrunae (Parin y Borodulina, 2002)
- Astronesthes haplophos (Parin y Borodulina, 2002)
- Astronesthes ijimai (Tanaka, 1908)
- Astronesthes illuminatus (Parin, Borodulina y Hulley, 1999)
- Astronesthes indicus (Brauer, 1902)
- Astronesthes indopacificus (Parin y Borodulina, 1997)
- Astronesthes karsteni (Parin y Borodulina, 2002)
- Astronesthes kreffti (Gibbs y McKinney, 1988)
- Astronesthes lamellosus (Goodyear y Gibbs, 1970)
- Astronesthes lampara (Parin y Borodulina, 1998)
- Astronesthes leucopogon (Regan y Trewavas, 1929)
- Astronesthes longiceps (Regan y Trewavas, 1929)
- Astronesthes lucibucca (Parin y Borodulina, 1996)
- Astronesthes lucifer (Gilbert, 1905) - Astronéstido del Pacífico
- Astronesthes luetkeni (Regan y Trewavas, 1929)
- Astronesthes lupina (Whitley, 1941)
- Astronesthes macropogon (Goodyear y Gibbs, 1970)
- Astronesthes martensii (Klunzinger, 1871)
- Astronesthes micropogon (Goodyear y Gibbs, 1970)
- Astronesthes neopogon (Regan y Trewavas, 1929)
- Astronesthes niger (Richardson, 1845) - Astronéstido común
- Astronesthes nigroides (Gibbs y Aron, 1960)
- Astronesthes oligoa (Parin y Borodulina, 2002)
- Astronesthes psychrolutes (Gibbs y Weitzman, 1965)
- Astronesthes quasiindicus (Parin y Borodulina, 1996)
- Astronesthes richardsoni (Poey, 1852) - Tachonado
- Astronesthes similus (Parr, 1927)
- Astronesthes spatulifer (Gibbs y McKinney, 1988)
- Astronesthes splendidus (Brauer, 1902)
- Astronesthes tanibe (Parin y Borodulina, 2001)
- Astronesthes tatyanae (Parin y Borodulina, 1998)
- Astronesthes tchuvasovi (Parin y Borodulina, 1996)
- Astronesthes trifibulatus (Gibbs, Amaoka y Haruta, 1984)
- Astronesthes zetgibbsi (Parin y Borodulina, 1997)
- Astronesthes zharovi (Parin y Borodulina, 1998)